# 아디다스 자블라니

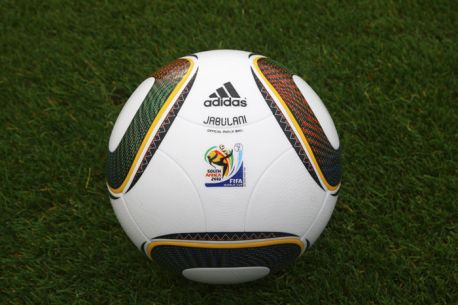
자블라니

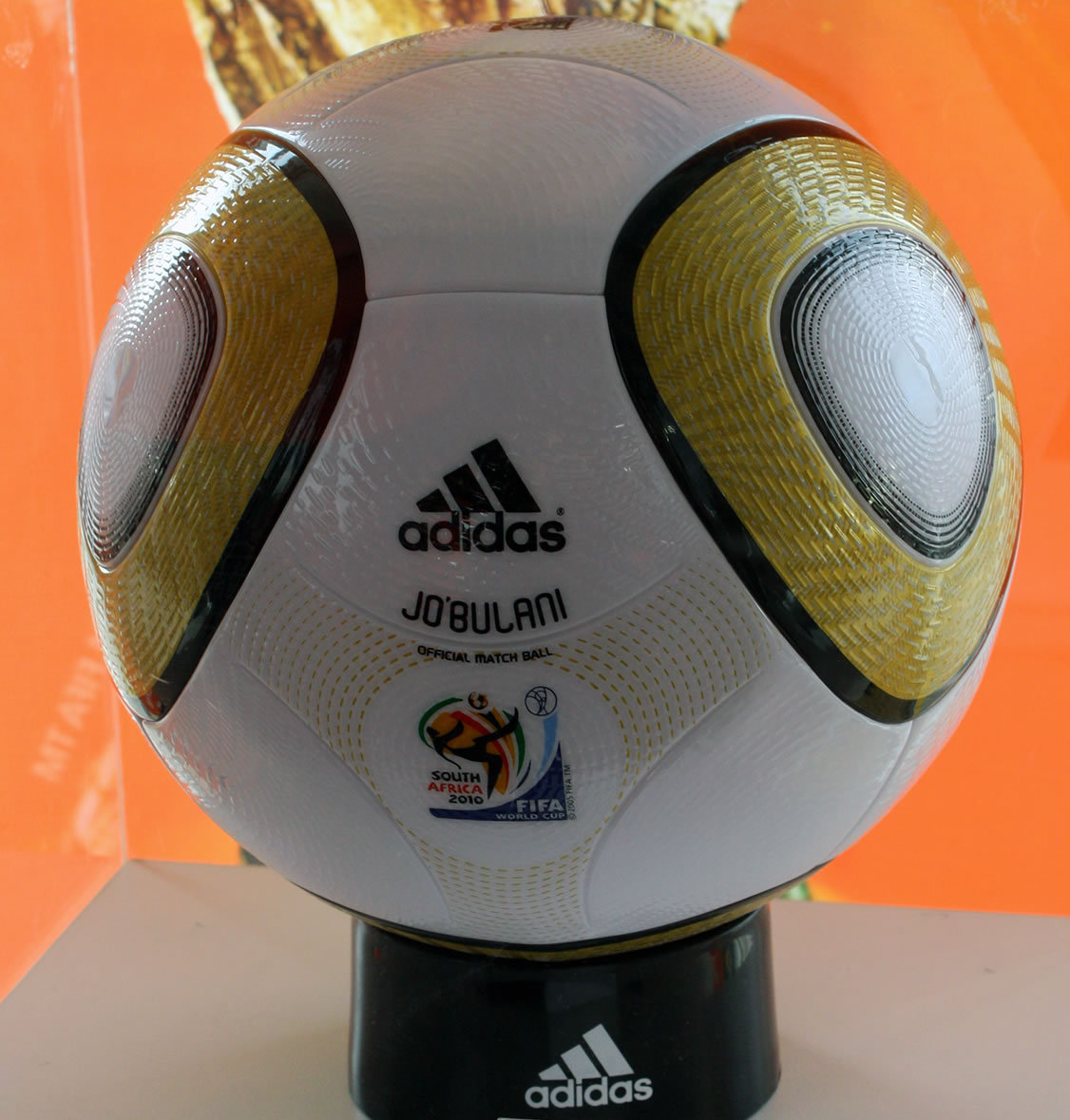
결승전에서 사용된 조블라니

자블라니(줄루어: Jabulani)는 아디다스에서 만든 축구공이다. 2010년 남아프리카공화국에서 열린 FIFA 월드컵의 공식 경기구로 사용되었다. 자블라니는 남아공 공식 언어인 줄루어로 '축제를 위하여'라는 뜻이다. 그러나 월드컵 결승전에서는 디자인은 비슷하나 황금색으로 제작한 조블라니(Jo'bulani)를 이용한다.

## 영국 언론에 의한 사전 공개
2009년 12월 5일에 남아공 케이프타운에서 열리는 월드컵 조 추첨식 행사에서 최초 공개될 예정이었으나, 영국 타블로이드 신문사인 '더선'에 의해 나흘 일찍 공개되었다.
또한 FIFA 클럽 월드컵 2009 대회에서 이 공이 정식 공식 경기구로 사용되었으며, 2010년 2월, 일본에서 열린 2010년 동아시아컵에서도 이 공이 사용되었다.

## 특징
자블라니는 3차원으로 곡선 형태로 된 가죽조각 8개를 붙여 만들어 이전 공식 경기구에 비해 가장 원형에 가깝게 만들어졌으며 미세한 특수 돌기를 공 표면에 배치, 미끄러짐을 방지해 골키퍼가 이전보다 더욱 쉽게 잡을 수 있도록 배려했다. 공이 날아가는 궤적의 안정성을 높여 정확한 슈팅이 가능하며 완벽한 방수성을 자랑, 비가 오는 등의 나쁜 날씨 조건에서도 선수들이 편안하게 경기를 치를 수 있도록 했다. 이 밖에 축구 선수 인원인 11명과 남아공의 11개 공식 언어 및 11개 민족, FIFA의 11번째 공식 경기구를 뜻하는 11개의 색깔을 공에 그려 넣어 디자인 측면도 고려했다.

## 조블라니
월드컵 결승전에서는 색상을 황금색으로 한 맞춤형 경기 공 "조블라니(Jo'bulani)"를 사용하게 된다. 황금색으로 된 것은 결승전 장소인 요하네스버그의 애칭 "City of Gold"을 따온 것과 이 색깔이 FIFA 월드컵 트로피의 색깔과 같다는 이유로 황금색으로 하였고, "자블라니"에 요하네스버그의 머리 글자 "Jo"를 더해 《조블라니》라고 이름지었다.

## 자블라니에 대한 논란
자블라니가 워낙 탄성이 좋아 각국 선수들은 어디로 튈지 모른다며 불만을 쏟아내고 있다. 특히 골키퍼들의 불만은 최고조다. 잉글랜드와 알제리 골키퍼가 각각 미국과 슬로베니아전에서 그리 어렵지 않아 보이는 중거리슛에 어처구니없이 실점하자 공식 경기구 자블라니에 대한 논란이 커지고 있다. 골키퍼의 단순 실수라기보다 자블라니가 굉장히 다루기 어려운 공이라는 반발이 나오는 것이다. 아디다스는 제작발표회에서 "정확하고 빠른 패스가 이뤄질 것"이라고 장담했다. 하지만 세계적인 골키퍼들의 입에서는 "끔찍하다(horrible, 브라질의 줄리우 세자르)", "악몽 같다(nightmare, 이탈리아의 잔루이지 부폰)"는 등의 푸념이 쏟아지고 있다. 다른 선수들도 애를 먹기는 마찬가지이다. 볼이 빨라 점프 타이밍을 잡기가 어려운 데다 잔디 결에 따라 공이 어디로 튈지 예측이 어렵다는 의견들이 나오고 있다. 이번 월드컵 초반 8경기에서 13골(평균 1.63골)이 터져, 2006년 독일월드컵(개막 8경기 18골, 평균 2.25골)에 크게 뒤지는 '골 가뭄' 현상이 일어난 것이 자블라니 때문이라는 주장도 나온다. 아디다스측은 이에 대해 "자블라니는 FIFA 기준에 적합한 볼이며, 각국 선수들에게 적응할 시간을 충분히 줬다"고 강조했다. 또 "연구 결과 자블라니는 고도(高度)나 선수들의 슈팅 테크닉 등 외부 환경에 매우 민감하게 작용하는 것으로 나타났다"며 자블라니가 다루기 힘들다는 점을 인정했다. 하지만 "현재로선 각 팀이 자블라니를 이번 대회의 특징 중 하나로 받아들이고 적응하는 수밖엔 없다"는 게 아디다스 측의 설명이다.

## 사용한 대회
- 2010년 FIFA 월드컵
- FIFA 클럽 월드컵 2009
- 2010년 동아시안컵

## 같이 보기
- 2010년 FIFA 월드컵
- FIFA 월드컵 공식 경기구
- 자쿠미